# 90è Cos d'Exèrcit (Alemanya)
El 90è Cos d'Exèrcit (en alemany: LXXXX. Armeekorps) va ser un cos de l'exèrcit alemany, el Heer, dins de la Wehrmacht durant la Segona Guerra Mundial.

## Història
El primer comandament del LXXXX. L'Armeekorps es va establir el 17 de novembre de 1942 a Roma, Itàlia, des de Stab Nehring per establir i controlar els caps de pont de Tunis i Bizerta a Tunísia. Dues setmanes més tard es va reestructurar en el 5è Exèrcit Panzer el 8 de desembre de 1942.
El comandament del cos d'exèrcit LXXXX es va restablir el 19 de novembre de 1944 a l'Alsàcia. L'estat major del Cos procedia del IV Cos de Camp de la Luftwaffe. El cos va participar en l'operació Nordwind com a part del 1r Exèrcit. El cos va avançar uns 15 km en direcció a Bitche, però després va ser rebutjat. El cos va romandre al nord d'Alsàcia fins que el 7è exèrcit nord-americà l'obligà a sobrepassar el Rin el 24 de març de 1945. El 7è exèrcit nord-americà va estimar que els dos exèrcits alemanys implicats van perdre entre el 75 i el 80% de la seva força d'infanteria en aquesta curta campanya. El 3 d'abril, el cos es trobava a l'est de Karlsruhe. A finals d'abril de 1945, el Cos es trobava a les Muntanyes Metal·líferes, com a part del 4t Exèrcit Panzer.